# Publi Vatini (tribú)
Publi Vatini (en llatí Publius Vatinius) va ser un magistrat romà del segle i aC. Era net de l'il·luminat o endeví Publi Vatini.
Vatini va tenir un paper important durant l'última època de la República. Ciceró, en el seu discurs In Vatinium, que es conserva, el descriu com un dels pitjors estafadors i corruptes que han viscut mai. Tot i que les afirmacions de Ciceró segurament són exagerades, és cert que Vatini, com altres joves de la seva generació, tenia pocs escrúpols i estava disposat a vendre's al millor postor. La seva aparença personal era repulsiva. Ciceró diu diverses vegades que tenia el coll i la cara coberts d'escròfules.
Vatini va començar la seva carrera pública com a qüestor l'any 63 aC, càrrec que va obtenir, segons Ciceró, per influència dels cònsols sortints. Ciceró, que era cònsol aquell any, el va enviar a Puteoli per impedir la sortida d'or i plata i allí va cometre exaccions tan opressives que els habitants es van queixar al cònsol. Després va anar a Hispània com a legat del procònsol Gai Cosconi, i en aquesta província també va ser culpable d'abusos i robatoris. L'any 59 aC era tribú de la plebs i es va posar al servei de Juli Cèsar que llavors era cònsol amb Bíbul. Va prendre part activa en totes les mesures que els cònsols van presentar aquell any, moltes de les quals les va proposar ell mateix. Entre les seves propostes cal destacar la que va assignar a Cèsar les província de la Gàl·lia Cisalpina i Il·líria (a les que el senat va afegir la Transalpina). En el seu tribunat i propiciat per ell, l'informador Luci Vetti va llençar diverses acusacions contra els principals homes d'estat incloent Ciceró, al que va acusar falsament d'un complot contra la vida de Gneu Pompeu.
Cèsar el va nomenar llegat a la Gàl·lia on va restar poc temps. Es va presentar per pretor però no en va sortir elegit. L'any 56 aC es va declarar contrari a Miló i Sesti, amics de Ciceró, i com que aquest suposava que l'acusació que li havia fet Luci Vetti havia estat instigada per Vatini, l'enemistat entre els dos homes va créixer. Durant el judici, Ciceró va pronunciar el discurs In Vatinium, on l'ataca durament però evita pronunciar cap paraula en contra de Cèsar, que qui Vatini n'havia estat l'instrument. A finals d'any hi va haver seriosos disturbis que van impedir l'elecció de cònsols, eleccions que no es va fer fins al començament del 55 aC quan Pompeu i Cras el triumvir (que no tenien llavors el suport dels optimats), van ser escollits, cosa que va produir encara més disturbis. Els optimats tenien per candidat a Cató, rival seriós per Cras i Pompeu, els quals van fer el possible per assegurar l'elecció de Vatini com a pretor, cosa que van aconseguir després d'establir una llei que permetia als pretors prendre immediatament possessió del seu càrrec, sense donar temps a cap investigació per suborn. I llavors, a base d'utilitzar grans quantitats de diners, va poder ser elegit.

Durant l'any 55 aC va estar protegit pel càrrec, però el 54 aC va ser acusat de suborn per Gai Licini Calv (sembla que ja l'havia acusat abans, el 58 aC, però aquest afer és confós). Els discursos del seu judici són esmentats com a exemple per Quintilià. Vatini es va aixecar al mig del torn de paraula del seu acusador i va dir: 
| « | "Els pregunto a vostès jutges, ¿seré condemnat perquè l'acusador és molt eloqüent?" | » |

 Ciceró, per complexes raons polítiques, segurament per congraciar-se amb Cèsar, el va defensar. També els triumvirs, que van influir més en la seva absolució que no pas l'oratòria de l'interessat o l'eloqüència del defensor.
En endavant Vatini i Ciceró van estar en acceptables bons termes, tot i que mai van oblidar les ofenses que havien rebut l'un de l'altre. L'any 51 aC Vatini va servir altre cop com a legat de Cèsar a la Gàl·lia. Va acompanyar al seu cap a la guerra civil el 49 aC a Itàlia i el 48 aC a Grècia. Cèsar el va enviar a fer propostes de pau als pompeians. Una mica abans de la batalla de Farsàlia havia retornat a Brundusium per orde de Cèsar i al mateix temps que es lliurava la decisiva batalla a Tessàlia, defensava vigorosament la ciutat d'un atac de la flota pompeiana de Dècim Leli.
Per aquests serveis, Cèsar, l'any 47 aC el va nomenar cònsol sufecte per uns dies i el 46 aC el va enviar a Il·líria contra Marc Octavi, que dominava la província en nom dels pompeians. Va fer la guerra amb èxit i el 45 aC va obtenir el senat l'honor d'una supplicatio. L'any 44 aC era encara a la província quan van assassinar Cèsar i al començament del 43 aC va haver de rendir Dirràquium a Marc Juni Brut, quan les seves tropes es van declarar a favor dels republicans. El 31 de desembre del 43 aC va celebrar un triomf segons diuen els Fasti, i aquesta vegada és la darrera en que és mencionat.